# Bad Brambach
Bad Brambach là một đô thị thuộc huyện Vogtland, bang Sachsen, Đức. Đô thị Bad Brambach có diện tích 43,83 km², dân số thời điểm ngày 31 tháng 12 năm 2006 là 2179 người.